# 낙소스 레이더 탐지기

## 배경
캐비티 마그네트론(cavity magnetron)이 도입되기 전의 초기형 레이더 시스템은 기존의 진공관을 이용했으며 영국에서는 약 1.5m 파장으로 제한되었고 독일은 50cm까지 줄이고 있었다. 양쪽 모두 상대편 레이더의 전파를 수신할 수 있었고, 레이더 경보 수신기는 여러 가지 역할로 양측에 의해 널리 활용되었다. 1942년까지 영국은 야간전투기를 위한 AI Mk. VIII 레이더, 해상 탐색을 위한 ASV Mk. III 레이더, 폭격기 유도를 위한 H2S 레이더를 포함하여 마그네트론을 핵심 부품으로 도입하기에 충분한 진전을 이루었다. 기존의 독일제 수신기는 마그네트론의 10cm 파장에서 작동할 수 없었고, 특히 ASV Mk. III의 도입으로 1943년 여름 동안 유보트 함대가 큰 손실을 입었다. 
마그네트론이 가동되기 전에 영국에서는 폭격사령부에서 새로운 방식의 레이더를 허용해야 하는지에 대한 큰 논쟁이 있었다. 쉽게 과열되고 충격에 깨지기 쉬워 아주 취약한 진공관과 달리 마그네트론의 주요 부품은 묵직한 구리 블록이었다. 만약 그것을 탑재한 항공기가 격추되어도 회수한다면 그 블록이 살아남을 가능성이 매우 높았고, 그 시점에서 마이크로파 기술에 정통한 독일 엔지니어들에게 주파수와 여타 기능에 관한 비밀이 드러날 것이다. 이런 염려는 단순히 기우가 아니라 정확히 1943년 2월 3일 밤 H2S를 사용하는 두 번째 임무로 로테르담 상공으로 출격한 쇼트 스털링(Short Stirling) 중폭격기 편대 중에서 1대가 격추되는 결과를 초래했을 때 실제로 일어난 일이었다. 독일군은 마그네트론을 회수했고, 로테르담 게라트(Rotterdam Gerät)라는 기밀명이 붙여진 이 중요한 화물인 마그네트론을 개발하기 위한 연구팀을 빠르게 조직해 분석에 나서게 된다.
이 연구진들은 2월 22일 베를린의 텔레풍켄(Telefunken) 사무실에서 처음 만났다. 독일은 즉시 이것을 이용한 신형 레이더의 개발 가능성이 고려되었지만, 훨씬 더 시급한 것은 탐지할 수 없는 이 신형 레이더에 대한 대책을 세우는 것이었다. 이런 효과는 마그네트론이 도입되기 전에 영국 엔지니어들이 그랬던 것처럼 극초단파(microwave) 연구가 막다른 골목이라고 오판하면서 마이크로파 연구를 포기해버렸던 최근의 결정으로 인해 방해를 받았다. 이들의 문제는 고주파 신호를 안정적으로 검출할 수 있는 유일한 시스템인 견고한 광석 검파기(crystal detector)가 구하기 어려웠다는 것이었다. 이러한 문제를 해결하기 위해 막대한 노력이 투입되었으며, 여름까지 프로토타입 유닛을 사용할 수 있게 되었다.

## 항공기 사용
독일의 첫 시제품은 1943년 9월 2일에 쌍발 폭격기 융커스 Ju 88(Junkers Ju 88)에서 첫 실전 투입이 이루어졌다. 이 기간 동안 납품된 유닛과 다른 유닛은 계속 작동시키기가 아주 어려웠다. 작동시켜도 측정된 방위각의 정확도가 제한적이어서 고도나 거리 정보는 구할 수가 없었다. 루프트바페의 폭격기 조종사들은 이 장비가 35km 거리나 떨어진 폭격기 편대를 찾아내는데 유용하다는 것을 알았지만, 목표한 항공기를 추적하는 용도로는 사용할 수 없었다. 항공용 낙소스 Z(Naxos Z) 시스템의 회전 안테나는 DC 모터에 의해 구동되었으며, 원형 회전대 위에 평평하게 놓여 있는 것으로 보이는 한 쌍의 진공관으로 구성되었다. 단좌 전투기 사용을 위한 낙소스는 반구형이나 또는 보다 공기역학적인 눈물방울 형태의 덮개가 씌워졌다. 작전 초기에는 보통 이런 덮개는 야간전투기의 캐노피를 떼어다 활용했다.
이 새로운 장치에 대한 소식은 얼마 안가 영국으로 전해졌고, 그곳에서 H2S가 그걸 실은 항공기의 최후로 이어질 수 있다는 주장이 제기되었을 때 예상했던 대로 폭격기 부대는 발칵 뒤집혀 어느 정도 공황에 가까운 사태가 벌어졌다. 폭격기 지휘부의 H2S 사용에 대한 논쟁이 다시 시작됐다. 이들은 1944년 7월에 낙소스를 장착한 Ju 88 야간전투기가 항법 실수로 길을 잃고 영국에 착륙하면서야 정리되었다. 이에 적절한 조치가 취해진 후에 폭격기 승무원들은 낙소스 장비는 전반적으로 거의 쓸모가 없다고 안심했고, 다른 장치인 플렌부르크(FuG 227 Flensburg)는 개별 항공기에 장착된 모니카(ARI 5664 Monica) 레이더가 발신하는 전파를 스코프에 표시할 수 있었다. 곧 모니카 레이더는 모두 퇴역했고 H2S는 전쟁 내내 계속 운용하도록 다시 승인이 떨어졌다.
마그네트론이 독일인들에게 알려진 것이 분명해지자, RAF는 유럽 전역에서 사용하기 위해 야간전투기 버전인 신형 AI Mk. VII 레이더를 공개했다. 이 레이더는 독일군이 쓰던 구형 시스템에 비해 RAF에게 상당한 이점을 제공했고, 처음으로 독일 공군의 야간 요격 작전을 심각하게 방해할 수 있었다. 그 학살에서 살아남은 독일 공군의 야간전투기 조종사들은 공격에 대한 어떠한 경고도 없었다고 보고했고, RAF가 새로운 초단파 AI 레이더를 도입한 것으로 추측되었다. 이를 통해 Mk. VII의 주파수에 맞춰 조정되고 후방경계 안테나가 장착된 낙소스 ZR이 빠르게 도입되었다. 모두 합쳐 약 700대의 낙소스 Z와 낙소스 ZR이 생산되었다.

## 추가 개량
지향성 안테나를 사용한 지상형 낙소스 실험은 코르푸(Corfu)라는 기밀 명칭 아래 진행되었다. 그밖에도 FuG 351 Corfu Z라는 항공용 레이더 탐지기도 개발하려고 노력했지만 운용에 필요한 신뢰성이 나오지 않아 베치되지는 않았다. 낙소스의 제한적인 낮은 해상도를 개선하기 위한 시도는 Korfu에서 이루어졌다. 코르푸 시스템은 더욱 개선된 야기-우다 안테나 시스템과 더 민감한 수신기를 가지고 있었다.

낙소스 수신기도 뷔르츠부르크(Würzburg) 레이더 시스템의 파라볼라 안테나와 결합되어 영국의 오보에(Oboe) 무선항법 시스템에 맞춰 조정된 장거리 수신기를 생산했다. 이 시스템은 나중에 도마이어(Domeyer) 수신기를 채용하여 낙스부르크(Naxburg) 시스템이 되었다. 영국은 지상국에서 수신할 수 있을 만큼 강력해야 하는 항공기의 오보에 펄스 주파수에 적절히 맞추면 비교적 가까운 거리에서 쉽게 찾을 수 있었다. 그러한 전파신호가 감지되면, 지상국에서는 항공기에서 수신한 것과 동일한 위장 펄스신호를 재송출했다. 따라서 영국의 관측소는 송신하는 모든 신호에 대해 2개 이상의 신호를 수신하여 독일측의 검출기를 교란시키고자 했다.